# Cédric Pardeilhan
Cédric Pardeilhan est un footballeur français né le 4 mai 1976 à Pau. Il est milieu de terrain. Il devient entraîneur en 2013.

## Biographie
Originaire du Béarn, Cédric Pardeilhan est formé au à l'ASL Billère, comme Édouard Cissé. 
Il rejoint ensuite le Pau FC, avec lequel il débute en National 1. Après une saison prometteuse avec son club formateur qui obtient sportivement le maintien, le lycéen de l'Immaculée Conception se décide à rejoindre le PSG à l'age de 19ans. 
Pardeilhan rejoint le PSG de Luis Fernandez en 1995 en tant que stagiaire pro. Avec un statut de titi parisien prometteur, Fernandez décide de le titulariser arrière droit pour son premier match en D1 lors du décisif AJA-PSG, le 24 mars 1996. Opposé à un Bernard Diomède au sommet de sa forme cette saison là, le joueur est dominé par l'ailier auxerrois .  
Ce sera sa seule apparition en D1. 
Pardeilhan rebondit toutefois en Division 2 où il est vice-champion de France avec le TFC. Non conservé pour l'élite, il rebondit par la suite au Mans où il obtient enfin un vrai statut.
Courtisé par un Gazélec Ajaccio porté par Pascal Olmeta et ambitieux quant à la montée en D2, il réalise une bonne saison parvenant à aider le club dans son objectif de montée. Celle-ci est toutefois refusée au club pour des raisons extra-sportive. La saison suivante il est l'un des tauliers de l'équipe mais celle-ci peine en championnat.
Enchainant un cinquième club en six ans, le joueur atterrit aux Chamois niortais FC en 2000/2001 où il démontre qu'il est un joueur solide, jouant les premières places en championnat. 
En 2001/2002, il arrive à l' AS Beauvais et contre toute-attente, il joue une nouvelle fois les premières places en championnat, ratant la montée à six journées de la fin. La deuxième saison dans l'Oise est un échec et se solde par la relégation du club en National.
Il n'hésite d'ailleurs pas à retrouver le  Sud-Ouest en rejoignant le Pays Basque et la troisième division dès 2003 où il s'engage avec l'Aviron Bayonnais en National et en CFA, avant de devenir entraineur.
Il enchaîne ensuite une carrière entre D2 et National (Toulouse, Le Mans, Gazélec, Niort, Beauvais). En 2003 il décide de retourner dans le Sud-Ouest, au Pays basque.